# Steginoporella jellyae
Steginoporella jellyae är en mossdjursart som beskrevs av Tilbrook, Hayward och Gordon 200. Steginoporella jellyae ingår i släktet Steginoporella och familjen Steginoporellidae. Inga underarter finns listade i Catalogue of Life.